# UFC 126
UFC 126: Silva vs. Belfort（ユーエフシー・ワントゥエンティシックス：シウバ・ヴァーサス・ベウフォート）は、アメリカ合衆国の総合格闘技団体「UFC」の大会の一つ。2011年2月5日、ネバダ州ラスベガスのマンダレイ・ベイ・イベント・センターで開催された。

## 大会概要
メインイベントではUFC世界ミドル級タイトルマッチが行なわれ、王者アンデウソン・シウバと挑戦者ビクトー・ベウフォートが対戦し、シウバが左前蹴りでダウンを奪ったところにパウンドで追撃しKO勝ち。UFC史上最多となる8度目の王座防衛に成功した。
第9試合ではジョン・ジョーンズとライアン・ベイダーが対戦し、ジョーンズがギロチンチョークで一本勝ち。試合後、UFC世界ライトヘビー級王者マウリシオ・ショーグンへ挑戦予定であったラシャド・エヴァンスが負傷したため代わりに挑戦権を与えられたことが発表され、オクタゴン内でショーグンと握手を交わした。
日本から山本"KID"徳郁と小見川道大が出場するも、2人とも判定負けを喫した。
元WEC世界バンタム級王者ミゲール・トーレス、キャリア10戦全勝のケニー・ロバートソン、9戦全勝のチャド・メンデスがUFCデビュー。

## 試合結果

### プレリミナリィカード
第1試合 ウェルター級 5分3R
○  マイク・ピアース vs.  ケニー・ロバートソン ×
2R 0:29 TKO（レフェリーストップ：左フック→パウンド）
第2試合 ライトヘビー級 5分3R
○  カイル・キングスベリー vs.  リカルド・ロメロ ×
1R 0:21 TKO（レフェリーストップ：左ストレート→パウンド）
第3試合 ライト級 5分3R
○  ポール・テイラー vs.  ゲイブ・ルーディジャー ×
2R 1:42 KO（左ハイキック）

### Facebook中継カード
第4試合 バンタム級 5分3R
○  デメトリアス・ジョンソン vs.  山本"KID"徳郁 ×
3R終了 判定3-0（29-28、30-27、30-27）

### Spike中継カード
第5試合 フェザー級 5分3R
○  チャド・メンデス vs.  小見川道大 ×
3R終了 判定3-0（30-27、30-27、30-27）
第6試合 ライト級 5分3R
○  ドナルド・セラーニ vs.  ポール・ケリー ×
2R 3:48 チョークスリーパー

### メインカード
第7試合 バンタム級 5分3R
○  ミゲール・トーレス vs.  アントニオ・バヌエロス ×
3R終了 判定3-0（30-27、30-27、30-27）
第8試合 ウェルター級 5分3R
○  ジェイク・エレンバーガー vs.  カーロス・エドゥアルド・ホシャ ×
3R終了 判定2-1（27-30、29-28、29-28）
第9試合 ライトヘビー級 5分3R
○  ジョン・ジョーンズ vs.  ライアン・ベイダー ×
2R 4:20 ギロチンチョーク
第10試合 ライトヘビー級 5分3R
○  フォレスト・グリフィン vs.  リッチ・フランクリン ×
3R終了 判定3-0（29-28、29-28、29-28）
第11試合 UFC世界ミドル級タイトルマッチ 5分5R
○  アンデウソン・シウバ vs.  ビクトー・ベウフォート ×
1R 3:25 KO（左前蹴り→パウンド）
※シウバが8度目の王座防衛に成功。

### 各賞
ファイト・オブ・ザ・ナイト：ドナルド・セラーニ vs. ポール・ケリー
ノックアウト・オブ・ザ・ナイト：アンデウソン・シウバ
サブミッション・オブ・ザ・ナイト：ジョン・ジョーンズ
各選手にはボーナスとして75,000ドルが支給された。